# Un caprice
Pour les articles homonymes, voir Caprice.

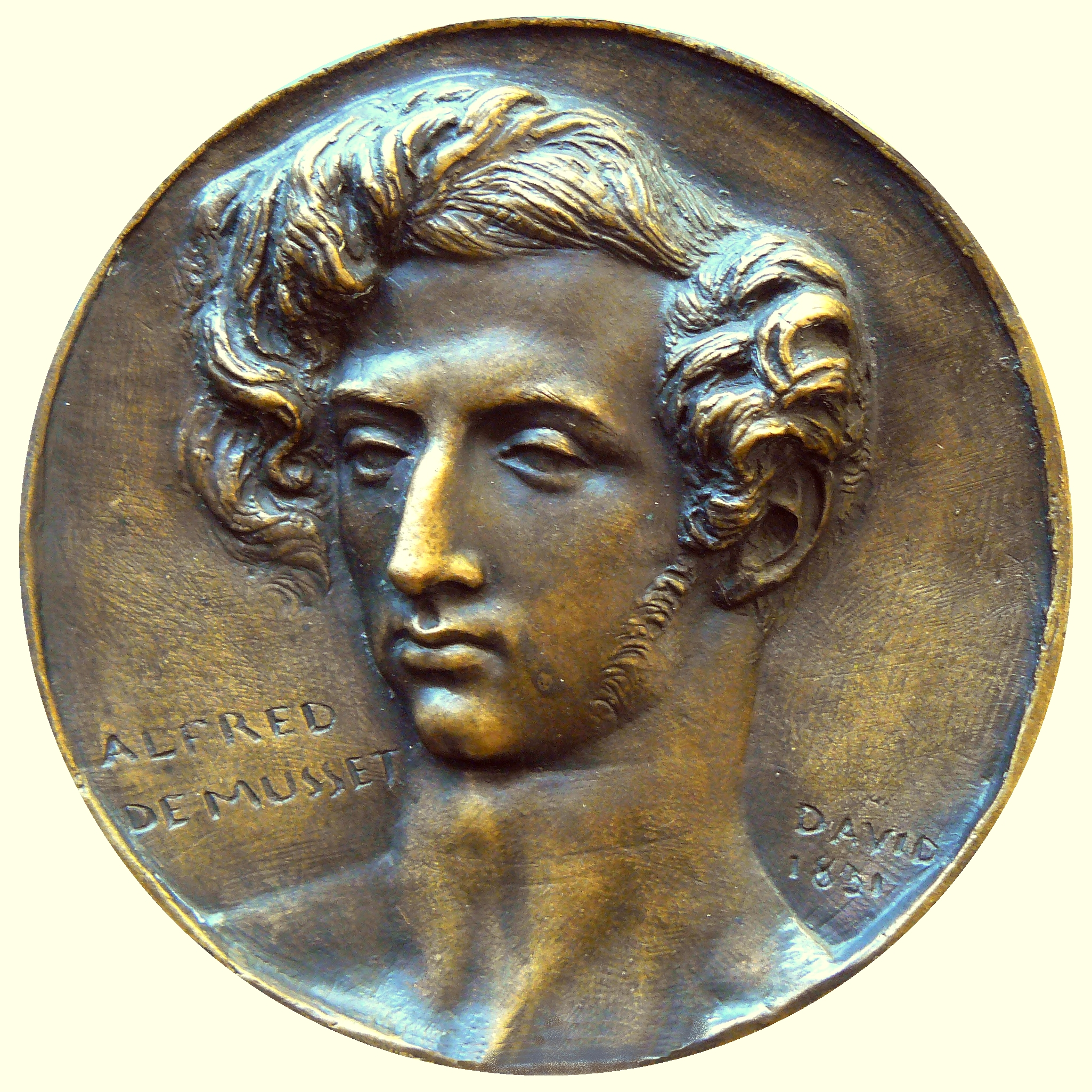
Portrait d'Alfred de Musset

Un caprice est une pièce de théâtre écrite en 1837 par Alfred de Musset et représentée pour la première fois en 1843 au théâtre français de Saint-Pétersbourg, le théâtre Michel, puis en France à la Comédie-Française le 27 novembre 1847.
C'est Mlle Allan-Despréaux qui créa et fit connaître la pièce au public russe francophone après en avoir découvert le texte dans une traduction russe... Elle y interpréta le rôle de Mme de Léry, puis fit ensuite connaître la pièce au public français en la jouant à son retour à Paris en 1847. Ce fut le début du succès théâtral pour Alfred de Musset. Jules Janin est élogieux dans Le Journal des débats et Théophile Gautier déclare dans La Presse que cette pièce est « tout bonnement un grand événement littéraire. »

## Résumé
La pièce raconte l'histoire de Mathilde, une belle et tendre jeune femme mariée à un libertin, monsieur de Chavigny. Un soir, alors qu'elle confectionne une bourse pour son mari, il lui apprend qu'on lui en a offert une la veille. Mathilde et monsieur de Chavigny se disputent, puis monsieur de Chavigny se rend à un bal, et madame de Léry vient rendre visite à Mathilde, qui lui raconte ce qui vient de se passer. Celle-ci se lance alors dans la mission délicate de réconcilier les époux. Mission délicate en vérité, car elle va retourner ses propres armes contre monsieur de Chavigny, mettant en œuvre séduction et badinage.

## Acteurs connus ayant joué cette pièce
- Marie Delaporte (1838-1910)

## Sources et liens
- Ressource relative au spectacle :   - Internet Broadway Database